# Angelo Reguilón Lobato
Blahoslavený Angelo Reguilón Lobato, řeholním jménem Angelo María (1. června 1917, Pajares de la Lampreana – 18. srpna 1936, Carabanchel Bajo), byl španělský římskokatolický klerik, řeholník Řádu karmelitánů a mučedník.

## Život
Narodil se 1. června 1917 v Pajares de la Lampreana. Pokřtěn byl se jménem Cipriano. Jako malé dítě přišel o matku i otce a staral se o něj jeho strýc Isaías a teta Joaquina.
Ve dvanácti letech vstoupil do řádu karmelitánů a přijal jméno Angelo María. Ve stejné době začal studovat nižší seminář ve Villarreal.
Když v červenci roku 1936 vypukla Španělská občanská válka a protikatolické pronásledování, on a dalších 7 kleriků cestovali do Kastilie. Na cestě je zajali milicionáři. Následně byli ubytováni v domě Paseo de las Delicias. Dne 18. srpna byli na hřbitově Carabanchel Bajo zastřeleni.
Jejich ostatky se nachází ve svatyni Nuestra Señora de El Henar v Cuéllar.

## Proces blahořečení
Po roce 1990 byl v arcidiecézi Madrid zahájen jeho beatifikační proces spolu s dalšími 24 mučedníky Kongregace školských bratří a Řádu karmelitánů. Dne 19. prosince 2011 uznal papež Benedikt XVI. mučednictví této skupiny řeholníků. Blahořečeni byli 13. října 2013 ve skupině 522 mučedníků španělské občanské války.